# ピースオブエイト
ピースオブエイト（欧字名:Piece of Eight、2019年1月7日 - ）は、日本の競走馬。2022年の毎日杯の勝ち馬である。
馬名の意味は、かつて世界的に貿易通貨として使われた、メキシコドルの8レアル銀貨のことである。

## 戦績

### 2歳（2021年）
2021年7月11日小倉の2歳新馬（芝1800m）でデビュー。好位追走から直線で鮮やかに抜け出して快勝した。

### 3歳（2022年）
8か月休養のあと、3月6日のアルメリア賞で復帰。道中5番手追走から直線で鋭く脚を伸ばすと先に抜け出したジュンブロッサムをかわし、デビュー2連勝とした
。
3月26日の毎日杯は好スタートからハナを奪うと、直線でも脚色は衰えることなくそのまま逃げ切り重賞初制覇を挙げた。出走馬中、唯一の無敗馬として挑んだ第89回東京優駿は最下位18着惨敗に終わった。8月14日の小倉記念は5着、続く10月22日の富士ステークスでは4着と掲示板入りしたものの、11月20日のマイルチャンピオンシップでは先手を主張して軽快に逃げるも直線で一杯になり9着に終わった。

### 4歳（2023年）
始動戦となった2月11日の洛陽ステークスでは道中2番手でレースを進めたが直線で伸びを欠き5着。4月30日の谷川岳ステークスで毎日杯以来となるオープン戦2勝目を挙げる。次走は7月23日の中京記念を予定していたが、6月21日に左前繋部浅屈腱炎発症が判明し、長期休養に入った。

### 5歳（2024年）～6歳（2025年）
2024年10月27日のカシオペアステークスで1年半ぶりに実戦復帰し、スタートからハナを奪いレースを引っ張るも直線で失速して10着と大敗を喫する。この後、ダートに矛先を変え、2025年1月11日に行われたすばるステークスでは道中2・3番手で脚を溜めるも直線で力尽きて16着と殿負けを喫した。1月31日付けで競走馬登録を抹消、引退後は北海道苫小牧市のノーザンホースパークで乗馬となる予定。

## 競走成績
以下の内容は、JBISサーチおよびnetkeiba.comに基づく。
| 競走日     | 競馬場 | 競走名       | 格   | 距離（馬場）  | 頭 数 | 枠 番 | 馬 番 | オッズ （人気） | 着順 | タイム （上がり3F） | 着差 | 騎手            | 斤量 [kg] | 1着馬（2着馬）       | 馬体重 [kg] |
| ---------- | ------ | ------------ | ---- | ------------- | ----- | ----- | ----- | --------------- | ---- | ------------------- | ---- | --------------- | --------- | -------------------- | ----------- |
| 2021.07.11 | 小倉   | 2歳新馬      |      | 芝1800m（良） | 8     | 6     | 6     | 007.00（3人）   | 01着 | R1:49.7（34.4）     | -0.2 | 0福永祐一       | 54        | （グランディア）     | 462         |
| 2022.03.06 | 阪神   | アルメリア賞 | 1勝  | 芝1800m（良） | 7     | 2     | 2     | 003.50（2人）   | 01着 | R1:46.3（34.2）     | -0.1 | 0岩田望来       | 56        | （ジュンブロッサム） | 468         |
| 0000.03.26 | 阪神   | 毎日杯       | GIII | 芝1800m（稍） | 10    | 4     | 4     | 006.50（4人）   | 01着 | R1:47.5（35.6）     | -0.1 | 0藤岡佑介       | 56        | （ベジャール）       | 466         |
| 0000.05.29 | 東京   | 東京優駿     | GI   | 芝2400m（良） | 18    | 3     | 5     | 059.4（12人）   | 18着 | R2:29.1（41.7）     | -7.2 | 0藤岡佑介       | 57        | ドウデュース         | 460         |
| 0000.08.14 | 小倉   | 小倉記念     | GIII | 芝2000m（良） | 15    | 4     | 7     | 008.50（4人）   | 05着 | R1:58.7（35.6）     | -1.3 | 0松本大輝       | 53        | マリアエレーナ       | 458         |
| 0000.10.22 | 東京   | 富士S        | GII  | 芝1600m（良） | 15    | 8     | 15    | 041.50（8人）   | 04着 | R1:32.4（33.5）     | -0.4 | 0三浦皇成       | 54        | セリフォス           | 466         |
| 0000.11.20 | 阪神   | マイルCS     | GI   | 芝1600m（良） | 17    | 5     | 9     | 057.1（12人）   | 09着 | R1:33.0（34.3）     | -0.5 | 0C.デムーロ     | 56        | セリフォス           | 470         |
| 2023.02.11 | 阪神   | 洛陽S        | L    | 芝1600m（良） | 11    | 6     | 6     | 004.50（3人）   | 05着 | R1:33.4（34.5）     | -0.3 | 0B.ムルザバエフ | 57.5      | ジャスティンスカイ   | 478         |
| 0000.04.30 | 新潟   | 谷川岳S      | L    | 芝1600m（重） | 14    | 4     | 6     | 003.50（1人）   | 01着 | R1:35.4（35.7）     | -0.4 | 0吉田隼人       | 58        | （ヴィジュネル）     | 466         |
| 2024.10.27 | 京都   | カシオペアS  | L    | 芝1800m（良） | 18    | 4     | 7     | 039.0（10人）   | 10着 | R1:46.3（36.6）     | -1.5 | 0酒井学         | 59        | アルジーヌ           | 458         |
| 2025.01.11 | 中京   | すばるS      | L    | ダ1400m（良） | 16    | 7     | 13    | 041.1（10人）   | 16着 | R1:30.2（44.1）     | -7.2 | 0亀田温心       | 59        | フリームファクシ     | 468         |

## 血統表
| ピースオブエイトの血統                       | ピースオブエイトの血統                                          | ピースオブエイトの血統                                          | （血統表の出典）                                                | （血統表の出典）    |
| 父系                                         | ロベルト系                                                      | ロベルト系                                                      | ロベルト系                                                      | [ § 2 ]             |
| 父 スクリーンヒーロー 栗毛 2004 北海道千歳市 | 父の父*グラスワンダー 栗毛 1995                                 | Silver Hawk                                                     | Roberto                                                         | Roberto             |
| 父 スクリーンヒーロー 栗毛 2004 北海道千歳市 | 父の父*グラスワンダー 栗毛 1995                                 | Silver Hawk                                                     | Gris Vitesse                                                    |                     |
| 父 スクリーンヒーロー 栗毛 2004 北海道千歳市 | 父の父*グラスワンダー 栗毛 1995                                 | Ameriflora                                                      | Danzig                                                          | Danzig              |
| 父 スクリーンヒーロー 栗毛 2004 北海道千歳市 | 父の父*グラスワンダー 栗毛 1995                                 | Ameriflora                                                      | Graceful Touch                                                  |                     |
| 父 スクリーンヒーロー 栗毛 2004 北海道千歳市 | 父の母ランニングヒロイン 鹿毛 1993                              | *サンデーサイレンス                                             | Halo                                                            | Halo                |
| 父 スクリーンヒーロー 栗毛 2004 北海道千歳市 | 父の母ランニングヒロイン 鹿毛 1993                              | *サンデーサイレンス                                             | Wishing Well                                                    |                     |
| 父 スクリーンヒーロー 栗毛 2004 北海道千歳市 | 父の母ランニングヒロイン 鹿毛 1993                              | ダイナアクトレス                                                | *ノーザンテースト                                               | *ノーザンテースト   |
| 父 スクリーンヒーロー 栗毛 2004 北海道千歳市 | 父の母ランニングヒロイン 鹿毛 1993                              | ダイナアクトレス                                                | モデルスポート                                                  |                     |
| 母 トレジャーステイト 鹿毛 2012 北海道安平町 | 母の父Oasis Dream 鹿毛 2000                                     | Green Desert                                                    | Danzig                                                          | Danzig              |
| 母 トレジャーステイト 鹿毛 2012 北海道安平町 | 母の父Oasis Dream 鹿毛 2000                                     | Green Desert                                                    | Foreign Courier                                                 |                     |
| 母 トレジャーステイト 鹿毛 2012 北海道安平町 | 母の父Oasis Dream 鹿毛 2000                                     | Hope                                                            | *ダンシングブレーヴ                                             | *ダンシングブレーヴ |
| 母 トレジャーステイト 鹿毛 2012 北海道安平町 | 母の父Oasis Dream 鹿毛 2000                                     | Hope                                                            | Bahamian                                                        |                     |
| 母 トレジャーステイト 鹿毛 2012 北海道安平町 | 母の母*ワイオラ 鹿毛 2001                                       | Sadler's Wells                                                  | Northern Dancer                                                 | Northern Dancer     |
| 母 トレジャーステイト 鹿毛 2012 北海道安平町 | 母の母*ワイオラ 鹿毛 2001                                       | Sadler's Wells                                                  | Fairy Bridge                                                    |                     |
| 母 トレジャーステイト 鹿毛 2012 北海道安平町 | 母の母*ワイオラ 鹿毛 2001                                       | Rubies From Burma                                               | *フォーティナイナー                                             | *フォーティナイナー |
| 母 トレジャーステイト 鹿毛 2012 北海道安平町 | 母の母*ワイオラ 鹿毛 2001                                       | Rubies From Burma                                               | Perfect Example                                                 |                     |
| 母系(F-No.)                                  | (FN:8-f)                                                        | (FN:8-f)                                                        | (FN:8-f)                                                        | [ § 3 ]             |
| 5代内の近親交配                              | Danzig 4×4, Northern Dancer 5･5×5･4, Hail to Reason 5･5（父内） | Danzig 4×4, Northern Dancer 5･5×5･4, Hail to Reason 5･5（父内） | Danzig 4×4, Northern Dancer 5･5×5･4, Hail to Reason 5･5（父内） | [ § 4 ]             |
| 出典                                         | 1. 2. 3. 4.                                                     | 1. 2. 3. 4.                                                     | 1. 2. 3. 4.                                                     | 1. 2. 3. 4.         |

- 3代母Rubies From Burmaの半姉に1992年仏1000ギニーなどGI3勝のCulture Vultureがいる。